# Mari Okamoto
Mari Okamoto (jap. 岡本 茉利 Okamoto Mari; ur. 31 października 1954) – japońska aktorka głosowa. W latach 70 i 80 użyczała głosu dla wielu anime produkowanych przez Tatsunoko Production. Obecnie pracuje dla 81 Produce.

## Wybrana filmografia
- 1973: Zielone żabki jako Ranatan
- 1977: Yattaman jako Janet (jap. Ai-chan) (Yattaman nr 2)
- 1978: Generał Daimos jako Cindy
- 1979: Lu Lu i cudowny kwiat jako Lu Lu
- 1983: Różowy smok Serendipity jako Serendipity

## Nagrody
- 2013: Siódma edycja Seiyū Awards – Nagroda za Synergię: 50° Urodziny Tatsunoko Production (Tōru Ōhira, Katsuji Mori, Mari Okamoto, Noriko Ohara)[2]